# Jametz
Jametz é uma comuna francesa na região administrativa de Grande Leste, no departamento de Meuse. Estende-se por uma área de 17,44 km². Em 2010 a comuna tinha 265 habitantes (densidade: 15,2 hab./km²).